# Liliana Pertuy
Liliana Pertuy Franco (Treinta y Tres, 1959) es una socióloga y militante política feminista uruguaya.

## Biografía
En su adolescencia comenzó a militar en la Juventud Comunista en su ciudad natal. A los 15 años de edad, entre el 12 y 13 de abril de 1975, fue una de las y los 38 jóvenes detenidos ilegalmente por las fuerzas represivas de la última dictadura cívico-militar del Uruguay en la ciudad de Treinta y Tres. Durante semanas, dichos jóvenes fueron torturados física y psicológicamente. El 30 de abril de 1975, El País publicó un comunicado de prensa en el que el Comando General del Ejército los culpabilizaba por no cumplir con las buenas costumbres.

Una vez liberados, les prohibieron continuar con sus estudios en cualquier institución educativa del país. Fueron procesados por la justicia militar por atentado a la Constitución en grado de conspiración. También les quitaron la patria potestad a los padres de las y los que eran menores de edad (29 en total), por lo que ellos irían presos también si sus hijos eran detenidos nuevamente. Pertuy relatóː
"A esa edad es como que te matan civilmente. Qué vas a hacer a los 15 años, siendo estudiante. En el caso de mi familia, directamente la llamaron a mi madre y le dijeron que nos teníamos que ir del pueblo. A veces pienso que se habla de exilio, pero no de que también hubo destierros adentro del país."
Pertuy y su familia se mudaron a Montevideo inmediatamente. Continuó militando clandestinamente hasta la recuperación democrática en 1985. En 1990 se fue del Partido Comunista pero siguió militando en el Frente Amplio. En 2004, se recibió de Licenciada en Sociología en la Facultad de Ciencias Sociales de la Universidad de la República. Entre 2006 y 2015, fue coordinadora de la Unidad de Desarrollo Local de la Intendencia de Montevideo e integró la Comisión de Género y Equidad.
Asimismo, integró la organización de ex presas y presos políticos Crysol. Fue una de las impulsoras de la instalación de una placa memorial en el Liceo N° 1 en Treinta y Tres, el 14 de agosto de 2017, en homenaje a las resistencias de estudiantes y docentes reprimidos durante la última dictadura militar.
En el presente integra la Unidad Temática de las Ciudadanas Frenteamplistas y se dedica a las artes plásticas. En las elecciones generales de 2019, fue candidata a diputada suplente por Lista Amplia 42020.